# Superman (videojuego de 1988)
Superman es un videojuego de acción y aventuras para NES, desarrollado por Seika y publicado por Kemco y que fue lanzado al mercado en diciembre de 1988 basado en el personaje de DC comics. Combina acción de desplazamiento horizontal con puzles. La versión para los Estados Unidos tiene una banda sonora original, mientras que la versión japonesa de Famicom sintetiza la banda sonora de las películas de Superman.

## Modo de juego
El jugador controla a Superman en una misión para salvar a Metrópolis del villano Lex Luthor y una banda de criminales que fueron exiliados del planeta Kriptón. El juego muestra un mapa con los lugares a los que puede ir Superman e incluye escenas animadas, pero es básicamente un juego de plataformas donde se avanza horizontalmente.
Superman cuenta con una barra de energía llamada super power y debe recolectar objetos para usar, una cantidad limitada de veces, sus superpoderes; las habilidades básicas del personaje son saltar  y golpear y las que necesitan un objeto son  la visión de rayos x, vuelo, giro,  visión calorífica y respiración congelante 1 y 2. La visión de rayos x se usa para hacer visibles a algunos enemigos en vez de la habilidad canónica que le permitía ver a través de los objetos; el manual explica esta diferencia aludiendo a que Lex Luthor revistió con plomo todos los edificios de Metrópolis. 
El juego comienza con Clark Kent, que puede transformarse en Superman entrando a una cabina telefónica si es que tiene la suficiente cantidad de super power en la barra; también, si Clark Kent recibe demasiado daño se convierte en Superman. Sin embargo, cada vez que el superhéroe entra al edificio del Daily Planet debe volver a ser Kent.
Con la habilidad de vuelo puede trasladarse de un lugar a otro usando el mapa de Metrópolis; a veces aparece una señal de ¡ayuda! en el mapa que indica que alguna persona está siendo asaltada.
Al final de cada nivel debe enfrentar a un “jefe” diferente; si tiene éxito, aparece una animación mostrando el respectivo reportaje en el Daily Planet. Los últimos “jefes” del juego son Lex Luthor y los criminales de Kriptón Ursa, Non y el general Zod.